# Wilder Guisao
Wilder Andrés Guisao Correa (ur. 30 lipca 1991 w Apartadó) – kolumbijski piłkarz występujący na pozycji skrzydłowego.

## Kariera klubowa
Guisao rozpoczynał swoją karierę piłkarską jako szesnastolatek w drugoligowej, stołecznej drużynie Bogotá FC. Jej barwy reprezentował bez większych sukcesów przez pięć lat, z czasem zostając czołowym graczem drugiej ligi. W styczniu 2012 jego udane występy zaowocowały transferem do krajowego giganta – ekipy Atlético Nacional z miasta Medellín, w której barwach 4 marca 2012 w przegranym 0:1 spotkaniu z Cúcuta Deportivo zadebiutował w pierwszej lidze. Jeszcze w tym samym roku zdobył ze swoim zespołem puchar Kolumbii – Copa Colombia i krajowy superpuchar – Superliga Colombiana. Premierowego gola na najwyższym szczeblu strzelił 16 lutego 2013 w wygranej 4:0 konfrontacji z Alianzą Petrolera i w tym samym, wiosennym sezonie Apertura 2013 wywalczył z ekipą Juana Carlosa Osorio swoje pierwsze mistrzostwo Kolumbii. Sukces ten powtórzył także sześć miesięcy później, w jesiennym sezonie Finalización 2013, a w tym samym roku po raz kolejny wygrał puchar Kolumbii. Trzecie z rzędu mistrzostwo kraju zdobył w sezonie Apertura 2014 i w tym samym roku zajął drugie miejsce w superpucharze oraz dotarł do finału drugich co do ważności rozgrywek kontynentu – Copa Sudamericana. Ogółem w Atlético Nacional spędził trzy lata, często jednak w roli rezerwowego.
Wiosną 2015 Guisao wyjechał do Meksyku, zostając graczem tamtejszego Deportivo Toluca. W Liga MX zadebiutował 1 lutego 2015 w wygranym 3:1 meczu z Universidadem de Guadalajara, zaś pierwszą bramkę strzelił już tydzień później, w zremisowanym 1:1 pojedynku z Pachucą. Nie potrafił sobie jednak wywalczyć miejsca w pierwszym składzie, wobec czego już po upływie pół roku został wypożyczony do brazylijskiego São Paulo FC, prowadzonego przez Juana Carlosa Osorio – swojego byłego trenera z Atlético Nacional. W tamtejszej Campeonato Brasileiro Série A zadebiutował 23 sierpnia 2015 w przegranym 1:2 spotkaniu z CR Flamengo, a po raz pierwszy wpisał się na listę strzelców sześć dni później, w wygranej 3:0 konfrontacji z Ponte Preta.
| Sezon     | Klub              | Kraj     | Rozgrywki     | Mecze | Bramki |
| --------- | ----------------- | -------- | ------------- | ----- | ------ |
| 2007      | Bogotá FC         | Kolumbia | Torneo Águila |       |        |
| 2008      | Bogotá FC         | Kolumbia | Torneo Águila |       |        |
| 2009      | Bogotá FC         | Kolumbia | Torneo Águila |       |        |
| 2010      | Bogotá FC         | Kolumbia | Torneo Águila |       |        |
| 2011      | Bogotá FC         | Kolumbia | Torneo Águila | 31    | 11     |
| 2012      | Atlético Nacional | Kolumbia | Liga Águila   | 11    | 0      |
| 2013      | Atlético Nacional | Kolumbia | Liga Águila   | 29    | 7      |
| 2014      | Atlético Nacional | Kolumbia | Liga Águila   | 28    | 3      |
| 2014/2015 | Deportivo Toluca  | Meksyk   | Liga MX       | 14    | 1      |
| 2015      | São Paulo FC      | Brazylia | Série A       | 6     | 1      |
| 2016      | São Paulo FC      | Brazylia | Série A       |       |        |